# Lessona (vino)
Il Lessona è un vino DOC la cui produzione è consentita nel comune omonimo, in  provincia di  Biella, da cui trae il nome.
È anche detto "vino d'Italia" perché fu scelto dall'allora Ministro delle finanze, Quintino Sella, al posto dello champagne per brindare all'unità d'Italia, dopo la presa di Roma nel 1870.

## Caratteristiche organolettiche
- colore: rosso granato con sfumature arancioni con l'invecchiamento.
- odore: profumo caratteristico che ricorda la viola, fine ed intenso.
- sapore: asciutto, gradevolmente tannico, con caratteristica sapidità e piacevole persistente retrogusto.

## Storia

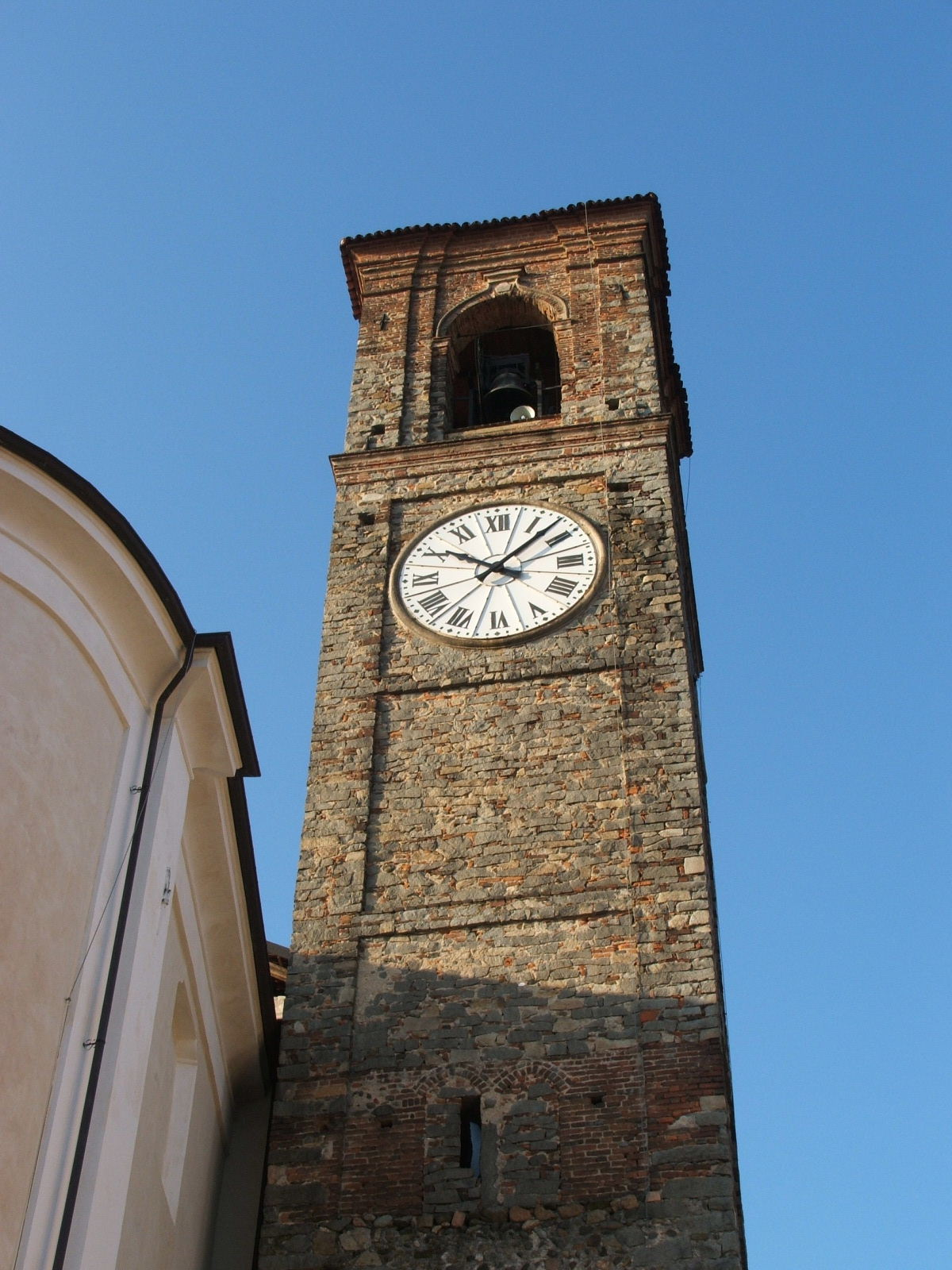
Lessona, il campanile

## Abbinamenti consigliati
carni rosse, brasati, bolliti, parmigiano reggiano

## Produzione
Provincia, stagione, volume in ettolitri
- Vercelli  (1990/91)  252,0
- Vercelli  (1991/92)  287,13
- Vercelli  (1992/93)  149,61
- Vercelli  (1993/94)  146,64
- Vercelli  (1994/95)  197,22
- Biella  (1995/96)  189,14
- Biella  (1996/97)  159,6